# Heather Hunter
Heather Keisha Hunter (Bronx, Nueva York; 1 de octubre de 1969) es una ex actriz pornográfica estadounidense, de ascendencia afroestadounidense. Debutó en la industria pornográfica en 1988, con tan sólo 19 años de edad. Está activa desde los años ochenta en diversos campos artísticos.
En 1996 hizo una aparición junto a Angel Kelly en el video musical de la canción "How Do U Want It" de Tupac Shakur.
También incursionó en la música con el lanzamiento del sencillo "I Want It All Night Long" en 1993 y un álbum de estudio en 2005 titulado Double H: The Unexpected.

## Premios y nominaciones
| Año  | Premio                        | Resultado | Categoría            | Trabajo |
| ---- | ----------------------------- | --------- | -------------------- | ------- |
| 1999 | X-Rated Critics' Organization | Nominada  | Best Girl-Girl Scene |         |
| 2003 | Adult Video News Awards       | Ganadora  |                      |         |